# Blagoewgrad
Blagoewgrad [bɫɐˈɡɔɛvˌɡrat] (englische Transkription Blagoevgrad, bulgarisch Благоевград, bis 1950 Gorna Dschumaja/Горна Джумая) ist eine Stadt im Südwesten von Bulgarien, gleichzeitig Verwaltungssitz der Oblast Blagoewgrad und hat etwa 69.610 Einwohner (2016). Die Stadt ist das wirtschaftliche und kulturelle Zentrum Südwestbulgariens.

## Lage
Blagoewgrad liegt im Tal des Flusses Struma am Fuße des Rila- und des Piringebirges, 86 km südlich von Sofia und nahe der Grenze zu Griechenland, Serbien und Nordmazedonien. Durch die Stadt fließt die Blagoewgradska Bistriza.
In der Umgebung der Stadt befinden sich das Wintersport-Ressort Bodrost und die Pyramiden von Melnik und Stob sowie das Kloster Roschen.

## Geschichte

### Stadtgeschichte
Eine antike Siedlung der Thraker namens Scaptopara entstand um 300 v. Chr. und wurde später von den Römern erobert. Die Siedlung war für ihre im nahen Rila befindlichen Mineralquellen berühmt.
Obwohl von der mittelalterlichen Entwicklung der Stadt kaum etwas überliefert ist, wurde die ursprünglich mehrheitlich muslimische Stadt unter osmanischer Herrschaft auf dem Balkan Cuma-ı Bala genannt, was auf Persisch und Osmanisch Oberes Juma bedeutet. Der heutige Stadtteil Waroscha
entstand in der Zeit der bulgarischen Wiedergeburt und blieb mit vielen typischen Gebäuden und der Kirche der Erscheinung der Hl. Muttergottes (1844) erhalten. Eine Tschitalischte (Kulturzentrum mit Volkshochschule) wurde 1866 gegründet.
1902 brach in der Gegend der Gorna-Dschumaja-Aufstand aus, der gegen die türkische Herrschaft gerichtet war und auch logistisch und durch Waffenlieferungen aus Bulgarien unterstützt wurde.
Seit dem Balkankrieg von 1912/1913 ist die Stadt Teil des bulgarischen Staates. Vor dem Balkankrieg gehörte Cuma-ı Bala als Kaza zum Sandschak Serez im Vilâyet Selanik.
Viele bulgarische Re-Emigranten aus Ägäisch- und Vardar-Mazedonien ließen sich in den folgenden Jahrzehnten hier nieder, wodurch die Stadt, damals noch Gorna Dschumaja (Горна Джумая, eine teilweise Übersetzung des osmanischen Namens) benannt, an Größe und Bedeutung wuchs.
1950 wurde die Stadt in Blagoewgrad zu Ehren des Gründers der Bulgarischen Kommunistischen Partei, Dimitar Blagoew, umbenannt, der selbst ein Bulgare aus Ägäisch-Makedonien war.
Skaptopara Cove auf Greenwich Island der Südlichen Shetlandinseln, Antarktika, ist nach dem antiken Vorgänger Blagoewgrads benannt. Seit 2012 ist die Stadt überdies Namensgeber für die Blagoewgrad-Halbinsel an der Oskar-II.-Küste des Grahamlands auf der Antarktischen Halbinsel.

### Bevölkerungsentwicklung
Nachdem die Bevölkerung stark zunahm, stagnierte sie ab 1995 und nimmt nun langsam ab.
| Datum      | Einwohnerzahl |
| ---------- | ------------- |
| 31.12.1934 | 11.145        |
| 31.12.1946 | 16.007        |
| 01.12.1956 | 22.826        |
| 01.12.1965 | 34.177        |
| 02.12.1975 | 50.023        |
| 04.12.1985 | 65.065        |

## Stadtbild

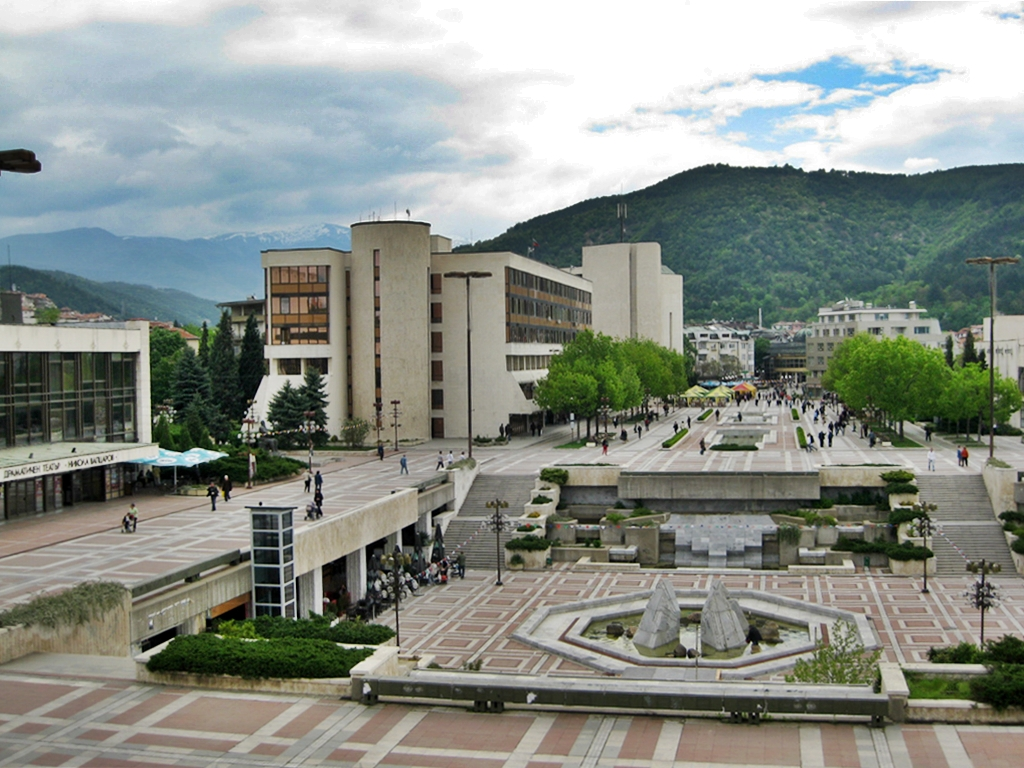
Zentrumsplatz

Das Stadtzentrum wird von einer Fußgängerzone mit zahlreichen Restaurants, Cafés und Einzelhandelsgeschäften geprägt. Es gibt zwei Hochschulen, die Süd-West-Universität Neofit Rilski und die Amerikanische Universität in Bulgarien. Das Humanistische Gymnasiums Kyrill und Method versteht sich als Nachfolger des 1880 gegründeten und 1913 aus Thessaloniki verlegten Männergymnasiums von Thessaloniki.
Blagoewgrad ist ein bekannter, balneologischer Kurort. Schon im Mittelalter strömten Menschen zu den 30 Mineralquellen und warmen Bädern, um bei einer Wassertemperatur von 55 °C Behandlungen des Stütz-Bewegungs-Apparates und von neurologischen, Haut-, Nieren-, urologischen und anderen Erkrankungen zu erhalten.

## Partnerstädte
- Auburn (Alabama), USA
- Delčevo, Nordmazedonien
- Serres, Griechenland
- Székesfehérvár, Ungarn
- Thessaloniki, Griechenland
- Nagasaki, Japan
- Skopje, Nordmazedonien
- Lecce, Italien

## Sport
Der lokale Fußballverein Pirin Blagoewgrad spielt in der höchsten bulgarischen Fußballliga.

## Söhne und Töchter der Stadt
- Georgi Wassilew (* 1946), Fußballspieler und -trainer
- Alexander Arabadjiev (* 1949), Politiker und Richter am Europäischen Gerichtshof
- Iwajlo Andonow (* 1967), Fußballspieler
- Stojtscho Stoilow (* 1971), Fußballspieler
- Dimitar Berbatow (* 1981), Fußballspieler
- Georgi Daskalow (* 1981), Fußballspieler
- Boris Galtschew (* 1983), Fußballspieler
- Stanislaw Manolew (* 1985), Fußballspieler
- Petar Sanew (* 1985), Fußballspieler
- Dimitar Partalow (* 1990), Biathlet
- Weni Sarbinska (* 1995), Fußballspielerin
- Kiprijan Berbatow (* 1996), Schachspieler
- Iwo Balabanow (* 1997), Leichtathlet